# Constant d'Hoffschmidt
Pour les autres membres de la famille, voir d'Hoffschmidt.
Constant d'Hoffschmidt, dit d'Hoffschmidt de Resteigne (7 mars 1804 à Recogne - 14 février 1873 à Deux-Acren) est un homme d'affaires et homme politique belge de tendance libérale.

## Biographie

### Origines et formation
Né à l'époque où l’ancien duché de Luxembourg est intégré au Premier Empire français, Constant d'Hoffschmidt devient ingénieur des mines et ingénieur industriel, diplômé de l’École des Mines de Liège. 
Homme d’affaires avant de devenir homme politique, il s’intéresse à de nombreuses entreprises dans la province de Luxembourg en relation avec l’industrie du papier, l’exploitation des tourbières ou les compagnies ferroviaires. Il est également administrateur de la Compagnie universelle du canal maritime de Suez (1858).

### Carrière politique
Lorsque survient la révolution belge de 1830, Constant d'Hoffschmidt est alors représentant du Grand-duché aux États provinciaux du Luxembourg depuis le mois de juin. Après l'indépendance de la Belgique, le 4 octobre 1830, il est désigné, le 3 novembre suivant, comme suppléant au Congrès national par les électeurs du district de Diekirch.
En janvier 1831, le Gouvernement provisoire du nouvel État belge lui offre un siège au sein de la députation provinciale du Luxembourg, poste auquel il doit renoncer par suite de son mariage avec la fille du gouverneur de cette province, le baron Victorin de Steenhault. En septembre 1836, il représente le canton de Sibret au Conseil provincial. L’année suivante, il siège au Conseil des Mines.
Le 29 juin 1839, il devient représentant de l’arrondissement de Bastogne à la Chambre des Représentants en remplacement de son frère aîné, François d'Hoffschmidt, lequel ayant démissionné en guise de protestation à l'approbation du traité des XXIV articles qui officialisait entre autres la scission du Luxembourg. Ministre des Travaux publics de juillet 1845 à mars 1846, il fait adopter l’importante convention relative à la concession du chemin de fer du Luxembourg (loi du 18 juin 1846). Il obtient un deuxième maroquin ministériel, celui des Affaires étrangères, dans le premier cabinet Rogier (1847-1852). Il conserve son siège jusqu’en 1854 et le retrouve de 1857 à 1863. Il est nommé ministre plénipotentiaire chargé de présenter les hommages du chef de l’État belge à Jean Ier de Saxe, lors de son avènement au trône à Dresde, 1854. Le 8 octobre 1851 il accueille de la famille royale belge au château du Pont d'Oye d'Habay-la-Neuve.
Il est également Ministre d'État le 6 juin 1863 et sénateur pour la circonscription Arlon-Bastogne-Marche-en-Famenne de 1866 à 1870. 

### Vie privée
Constant d'Hoffschmidt est le fils d’Ernest d'Hoffschmidt (1761-1818), qui servit dans l'armée française et siégea dans la seconde Chambre des États généraux du Royaume uni des Pays-Bas. Sa famille, d’origine allemande, est établie à Resteigne depuis le début du XVIIe siècle. Il épouse en premières noces Léocadie Lamquet (1831) et en secondes Eugénie de Steenhault (1836), la fille de Victorin de Steenhault, le gouverneur de la province de Luxembourg, qui lui donne quatre enfants : Palmyre (1836), Arthur (1837), Camille (1849) et Fernand (1850).
Constant est un cousin germain d'Edmond d'Hoffschmidt, (1777-1861), dit l'Ermite de Resteigne.

## Distinctions
- Grand Officier de l'ordre de Léopold, le 8 juin 1867. (Chevalier le 1er juin 1845, officier le 9 juin 1854).
- grand Cordon de l'Ordre national de la Légion d'honneur
- Ordre de l'Aigle rouge
- Ordre du Lion néerlandais
- Grande croix de l'Ordre des Saints-Maurice-et-Lazare
- Grande croix de l'Ordre de Saint-Michel
- d'Albert-le-Valeureux de Saxe[6]
- Nichan Iftikhar de Tunisie[7].
- Nichan Iftikhar de première classe de Turquie

## Postérité
- Une rue porte son nom à Habay-la-Neuve : la rue d'Hoffschmidt.